# Chursdorf (Dittersdorf)
Chursdorf – dzielnica gminy Dittersdorf w Niemczech, w kraju związkowym Turyngia, w powiecie Saale-Orla, we wspólnocie administracyjnej Seenplatte. Do 30 grudnia 2013 samodzielna gmina.